# Pakoszówka
Pakoszówka – wieś w Polsce położona w województwie podkarpackim, w powiecie sanockim, w gminie Sanok. Leży w dolinie pomiędzy wzniesieniami nieprzekraczającymi 400 m n.p.m. o nazwach Babi dział i Koci Zamek w paśmie Krzemienica, a górą Wroczeń (502 m n.p.m.), nad bezimiennym potokiem wpływającym do potoku Różowy.
Przez wieś przebiega droga wojewódzka nr 886 do Rzeszowa i Sanoka.
Wieś należy do rzymskokatolickiej parafii św. Jana Chrzciciela należącej do dekanatu Grabownica.
| SIMC    | Nazwa     | Rodzaj    |
| ------- | --------- | --------- |
| 0359480 | Dołoszyce | część wsi |
| 0359497 | Koszary   | część wsi |
| 0359505 | Kuczmiaki | część wsi |
| 0359511 | Mazury    | część wsi |

## Historia
Okolice Pakoszówki zgodnie z najnowszymi badaniami archeologicznymi zasiedlone były już w okresie wpływów rzymskich. Tereny te były zamieszkane przez Wandalów na przełomie II/III w. n.e. Świadczą o tym wykopaliska archeologiczne z ostatnich lat. Jak wynika z informacji historycznych wieś ta została założona w 1348 przez Mikołaja Pakosza, który otrzymał te ziemie od króla Kazimierza za zasługi wojenne, a od nazwiska którego wieś otrzymała swoją nazwę.
We wsi urodzili się Petro Kocyłowski (1845–1920), poseł Sejmu Krajowego Galicji III kadencji (1870–1876) i jego syn, biskup przemyski greckokatolicki, błogosławiony męczennik Jozafat Kocyłowski (1876–1947).
W połowie XIX wieku właścicielami posiadłości tabularnej w Pakoszówce byli spadkobiercy Giebułtowskiego i współwłaściciele. Na początku XX wieku właścicielem wsi był Paweł Tyszkowski (w 1905 posiadał we wsi obszar 604,7 ha, w 1911 posiadał 604 ha), który zapisał wieś w testamencie Polskiej Akademii Umiejętności. W 1900 zostało utworzone Kółko Rolnicze, sześć lat później Ochotnicza Straż Pożarna. W roku 1911, a więc trzy lata przed wybuchem I wojny światowej na terenie miejscowości powstaje Drużyna Bartoszowa. Tuż po zakończeniu I wojny światowej powstała kapela wiejska, która dała zaczątek orkiestrze dętej OSP. Powstanie orkiestry datuje się na 1921, a jej pierwszy koncert galowy na 1926 w Sanoku. W 1922 na terenie wsi powstało Koło Gospodyń Wiejskich, jako jedne z pierwszych na terenie powiatu sanockiego.
W czasie okupacji niemieckiej na terenie wsi działał ruch oporu, którego członkowie po dekonspiracji przez gestapo zostali rozstrzelani 20 marca 1944 w Falejówce. Byli to: Antoni i Władysław Dąbrowscy, Stanisław Pisula, Tadeusz Ciupa, Stanisław Winnicki i Ludwik Błaszczak.Wraz z nimi zginęli mieszkańcy Falejówki: Mieczysław Batruch i Ryszard Beseman. Bohaterzy zostali uczczeni pomnikiem, który znajduje się w centrum miejscowości. Obok ich nazwisk widnieją jeszcze inni polegli: Julian Latoś, Kazimierz Ciupa i Władysława Oleniacz.
W 1891 roku został postawiony pierwszy drewniany budynek szkoły, a w 1924 roku dobudowano drugą salę szkolną. Kolejny budynek oddano do użytku w 1961, który funkcjonuje do dziś. W latach 1977–2008 nosiła imię sowieckiego oficera kpt. Aleksandra Pawłowicza-Hulewicza. Od 2010 Szkoła Podstawowa w Pakoszówce nosi imię Ignacego Łukasiewicza Przedszkole zostało utworzone w 1957 roku, a jego nowy budynek oddano do użytku w 1994.
Po II wojnie światowej na terenie wsi funkcjonował Państwowy Ośrodek Hodowli Zarodowej, który wiódł prym w hodowli bydła rasy simentalskiego. W 1979 gospodarstwo odwiedził ówczesny I Sekretarz PZPR Edward Gierek. Ośrodek zakończył swoją działalność w 1995.
Pakoszówka była siedzibą redy gromady Pakoszówka w latach 1954–1968, obejmując sołectwa: Pakoszówka, Strachocina oraz Lalin (od 1960). Po jej zniesieniu w gromadzie Jurowce.
W latach 1975–1998 miejscowość administracyjnie należała do województwa krośnieńskiego.
W 2008 roku założono Klub Sportowy Victoria Pakoszówka.
17 marca 2024 roku odbyła się uroczystość odsłonięcia pomnika upamiętniającego mieszkańców Pakoszówki pomordowanych i poległych podczas II wojny światowej.

## Urodzeni w Pakoszówce
- Włodzimierz Marczak (1922–2016), polski pisarz i poeta pochodzenia ukraińskiego.
- Josyf Marczak „Ostryj” (1925–1951), młodszy brat Włodzimierza Marczaka. Członek OUN-UPA, w podziemiu od 1945 r.; m.in. był w bojówce SB 1. rejonu Nadrejonu „Beskyd” I Okręgu OUN pod dowództwem „Hucuła” (N.N.), latem 1948 r. przedostał się na Zachód, przez jakiś czas pracował we Francji, w 1950 r. jako „Ernest” przeszedł przeszkolenie zorganizowane przez wywiad brytyjski, zginął w walce z grupą operacyjną MGB[20].
- Jozafat Kocyłowski (1876–1947), greckokatolicki biskup przemyski, męczennik, błogosławiony Kościoła katolickiego. Patron Niepublicznego Przedszkola w Pakoszówce.
- Petro Kocyłowski (ur. 1845–1920), ziemianin, działacz polityczny. Ojciec biskupa Jozafata Kocyłowskiego.